# Asnatqètch Wèrqu
Asnaqètch Wèrqu (également orthographié Asnaketch Worku ; en amharique : አስናቀች ወርቁ), née vers 1935 à Sidist Kilo près d'Addis-Abeba en Éthiopie et morte le 14 septembre 2011 à Addis-Abeba, est une musicienne et chanteuse éthiopienne de musique éthiopienne ainsi qu'une actrice de théâtre. 

## Biographie
Asnaqètch Wèrqu naît à une date inconnue vers 1935 près d'Addis-Abeba où elle grandit. Orpheline à l'âge de trois ans et élevée par des voisins et une marraine, elle apprend en autodidacte à jouer du krar, une lyre éthiopienne, avant de se produire dans de petits établissements de son pays. Elle a également été l'une des premières actrices de théâtre en faisant ses débuts sur scène en 1952 au Théâtre municipal d'Addis-Abeba et l'une des plus populaires de son pays. Tout en continuant à travailler pour le théâtre durant 30 ans jusque dans les années 1980, c'est en réalité en tant que musicienne qu'elle devient célèbre notamment grâce à ses qualités d'improvisatrice à son instrument.
En 2003, le label Buda Musique publie un volume de la série Éthiopiques qui lui est entièrement dédié.
Malade et grabataire depuis le début des années 2000, elle meurt à l'hôpital Bete Zata d'Addis-Abbeba le 14 septembre 2011 et ses funérailles sont célébrées deux jours plus tard à la cathédrale de la Saint-Trinité de la capitale.

## Discographie
- Arada
- 1995 : Ende Eyerusalem
- 2003 : Éthiopiques volume 16